# Szent Asztrik Katolikus Gimnázium

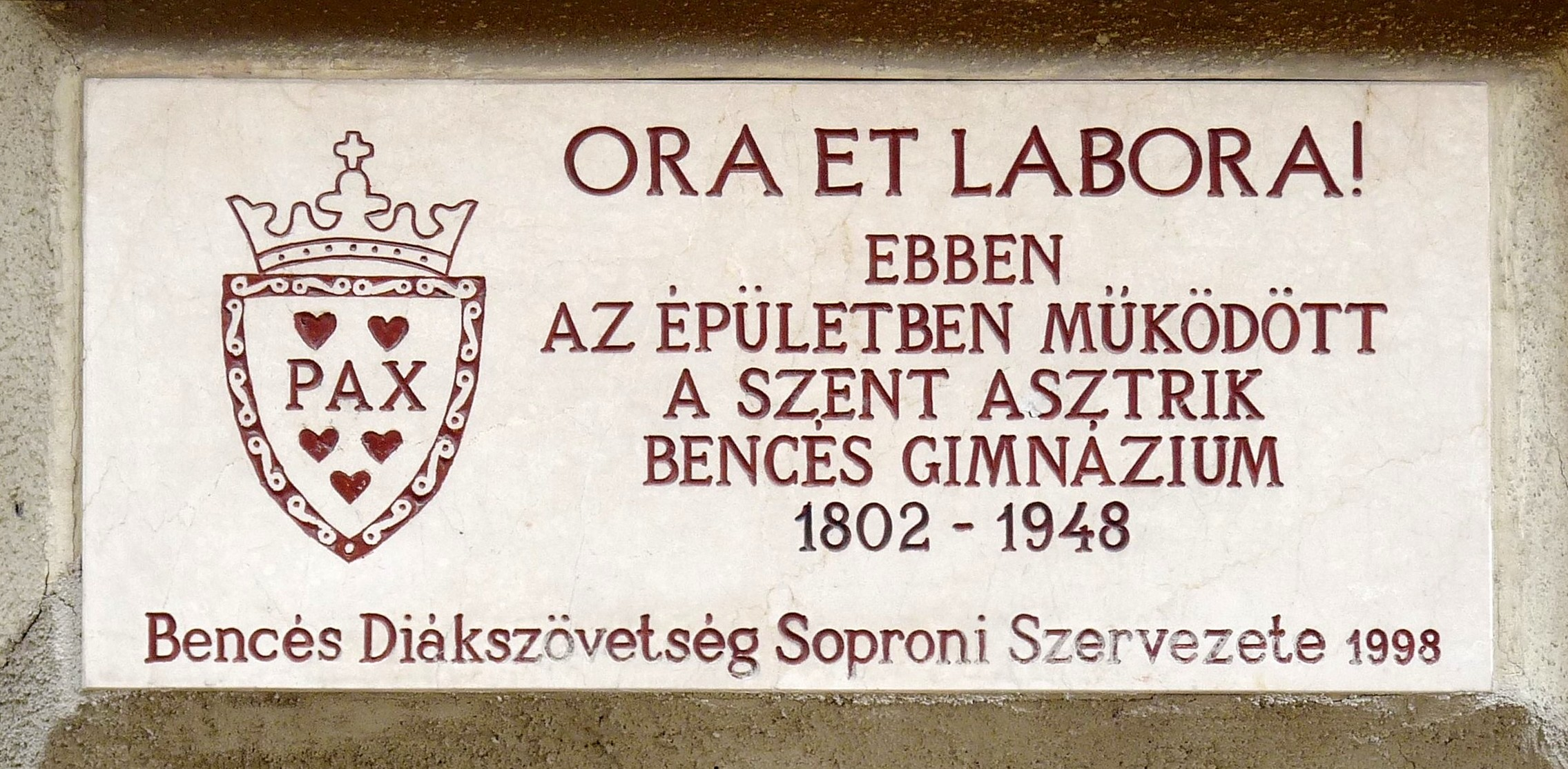
Az iskolára emlékeztető tábla

A soproni Szent Asztrik Katolikus Gimnázium 1921 és 1948 között viselte Szent Asztrik nevét.

## Története
A soproni katolikus gimnáziumot Draskovich György győri püspök alapította 1636-ban, akinek kezdeményezését II. Ferdinánd magyar király és Esterházy Miklós nádor is felkarolta. Támogatásuk segítségével a városi tanács tiltakozása ellenére sikerült telket szerezni a protestáns többségű település külvárosi részén. Draskovich a kollégium fenntartására végrendeletében 40.000 rajnai forintot hagyott, ennek felhasználásával Lippay György esztergomi érsek 1661-ben nemesi konviktust alapított a kollégium mellé.
1674-ben a katolikusok visszakapták a régi templomaikat, így jutottak a jezsuiták a belvárosban álló Szent György templomhoz, és mellé települt a rendház és az iskola is. A jezsuita rend eltörlése után a városi plébánosok vezetése alatt folytatódott az oktatás, részben egykori jezsuita szerzetesek közreműködésével. 
1777-ben a Helytartótanács és a domonkos rendet kérte fel, hogy lássa el tanerővel az intézetet, akik mellett világi tanárok is működtek egészen a szerzetesrendek József-kori feloszlatásáig. 1802-ben I. Ferenc császár újra engedélyezte néhány szerzetesrend, így a bencések működését is, akikre tíz gimnázium fenntartását bízta, s még ugyanezen évben a pannonhalmi bencések átvették a gimnázium vezetését. 
Az iskola 1921-ben vette fel Szent Asztrik bencés szerzetes nevét, aki a hagyomány szerint elhozta Rómából a koronát Szent István királynak. A két világháború között évente 300-350 tanulója volt az intézménynek. A gimnáziumot 1948. június 16-án államosították.
Az épületben ma a Roth Gyula Mezőgazdasági Technikum, Szakképző Iskola és Kollégium működik.

## Oktatás
A jezsuiták idejében a jezsuiták iskolai szabályzatának, a Ratio Studiorum-nak megfelelően a gimnáziumnak öt évfolyama volt, és ez a beosztás maradt életben az 1777-ben kiadott állami szabályozás, a Ratio Educationis után is. 1806-ban dolgozták át ezt a rendeletet, ami a hatosztályossá fejlesztette a gimnáziumot. A következő változtatásra 1850-ben került sor, amikor dunántúli kerület katonai és polgári hatóságának székhelyévé vált Sopron iskoláiban is bevezették az «Entwurf der Organisation der Gymnasien und Realschulen in Österreich» alapján 8 osztályos, német tannyelvű gimnáziumi képzést, amihez az érettségi vizsga tartásának joga is járt. 1861-ben ismét magyar lett a tanítás nyelve, majd az iskolát főgimnáziumnak minősítették. Az 1924. évi középiskolai reform szintén meghagyta az intézmény klasszikus gimnáziumi jellegét.